# Darwinia micropetala
Darwinia micropetala är en myrtenväxtart som först beskrevs av Ferdinand von Mueller, och fick sitt nu gällande namn av George Bentham. Darwinia micropetala ingår i släktet Darwinia och familjen myrtenväxter. Inga underarter finns listade i Catalogue of Life.